# Giovanni di Nocera
Giovanni di Nocera (... – fl. XIV secolo) è stato un nobile, militare e funzionario italiano, nel 1318 camerario di Roma, nonché il massimo responsabile dell'amministrazione delle finanze della Curia e dei beni temporali della Santa Sede, la camera thesauraria.

## Biografia
Discendente dalla nobile famiglia dei Conti di Nocera, ebbe la dignità di milite, familiare e maestro ostiario della magione del re e ricoprì gli incarichi di regio tesoriere in Romagna, nel Ducato di Spoleto e nel Contado di Brescia e di capitano e camerario della città di Roma, come si evince da un diploma del 20 giugno 1318, su indicazione del re Roberto d'Angiò, il quale ritenne opportuno, mediante precedenti lettere, conferire l'incarico di Camerario di Roma al cavaliere Giovanni di Nocera sulla base della fiducia riposta nella sua lealtà, competenza e integrità, avendo contestualmente disposto la rimozione di qualsiasi altro precedente titolare da tale ufficio sino ad una nuova nomina. Dopo aver ricevuto dal Nocera un giuramento solenne sui Vangeli concernente il fedele adempimento delle sue funzioni, ordinava allo Stato Pontificio di prestargli la dovuta assistenza; tale sostegno si sarebbe dovuto concretizzare sia nell'agevolarlo nella riscossione dei diritti, dei redditi e delle entrate pertinenti al suddetto ufficio, sia nel fornirgli supporto in tutte le altre questioni ad esso relative. Inoltre, il cavaliere avrebbe dovuto periodicamente redigere il resoconto della sua amministrazione in Urbe, in conformità alle consuetudini già osservate nei confronti dei suoi predecessori nello stesso incarico.
In premio dei servigi prestati gli furono donati da re Roberto 20 once d'oro e successivamente una terra feudale: castrum montis Encis.